# Флорешти (футбольний клуб)
«Флорешти» (рум. Fotbal Club Florești) — молдовський футбольний клуб з Флорешти, заснований 2017 року. Виступає у найвищому дивізіоні Молдови.

## Історія
Наймолодший клуб Молдови в найвищому дивізіоні сезону 2020–21. 17 січня 2022 року клуб «Флорешти» виключений з змагань і вибув до Дивізіону А. У решті поєдинках клубу зараховано технічні поразки 0–3.
За підсумками сезону 2024–25 клуб вибув із Молдовської Суперліги, посівши останнє восьме місце і поступившись в плей-оф за виживання.

## Досягнення
- Дивізіон A Молдови

Переможець (1): 2019